# Norman Douglas
Pour les articles homonymes, voir Douglas.

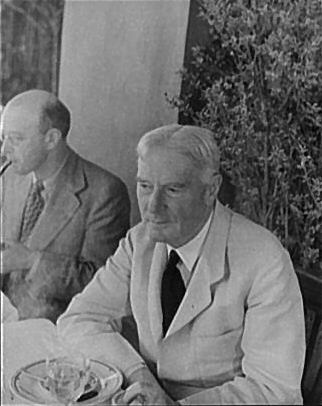
Norman Douglas en 1935.

George Norman Douglas (né le 8 décembre 1868 et mort en février 1952) est un écrivain britannique dont on se souvient aujourd'hui grâce à son livre de 1917, Vent du Sud et de ses nombreux scandales et aventures de mœurs (traitant notamment de sa pédérastie). Son livre de voyages, Le Pays des sirènes : Capri, Sorrente, baie de Naples, de 1948, est encore traduit en français, en 1989.

## Biographie
Norman Douglas est né à Thüringen en Autriche (son nom a été enregistré à sa naissance comme Douglass). Sa mère est née Wanda von Poellnitz et son père, John Sholto Douglas (1845–1874), est gérant d'une fabrique de coton. Il meurt dans un accident d'alpinisme quand Norman Douglas est âgé d'environ six ans. Norman Douglas a vécu les premières années de sa vie dans la propriété familiale, la Villa Falkenhorst, à Thüringen.
Par la suite, Douglas a grandi essentiellement en Écosse, à Tilquhillie, Deeside, dans la maison de son père. Il a étudié plus tard à Yarlet Hall et Uppingham School, en Angleterre, puis à Karlsruhe. Le grand-père paternel de Douglas était le 14e Lord of Tilquhillie. Son arrière-grand-père maternel était le général James Ochoncar Forbes, 17e Lord Forbes.
Il commence à travailler dans le Service diplomatique de Sa Majesté en 1894 et jusqu'en 1896 il sert à Saint-Pétersbourg, mais il est exclu du service à cause d'un scandale de mœurs. En 1897, il achète une villa (la Villa Maya) au Pausilippe dans la banlieue de Naples en bord de mer. L'année suivante, il se marie à une cousine germaine, Elizabeth Louisa Theobaldina FitzGibbon (leurs deux mères étaient filles du baron Ernst von Poellnitz). Le couple a deux enfants, Louis Archibald (Archie) et Robert Sholto (Robin). Le couple divorce en 1903, officiellement à cause de l'infidélité d'Elizabeth. Néanmoins, le premier livre de Norman Douglas,Unprofessional Tales (1901), a été écrit en collaboration avec son épouse et publié sous le pseudonyme de Normyx.

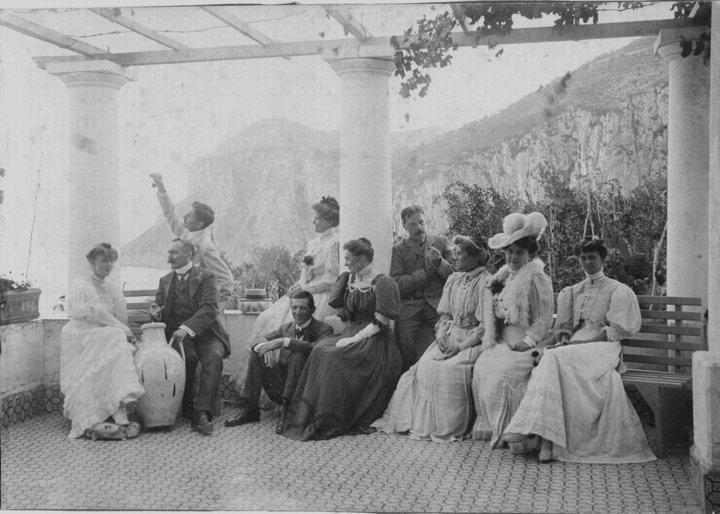
En visite à la villa Torricella de Capri (octobre 1906). Norman Douglas est assis au milieu, adossé à la colonne.

Ensuite, Norman Douglas déménage à Capri, où il demeure à la Villa Daphne, en se rendant souvent à Londres. Peu à peu, il devient un écrivain professionnel. Nerinda, l'île fictive de Vent du Sud, est Capri, légèrement déguisée. À Capri, il fait partie des relations du baron d'Adelswärd-Fersen, poète opiomane et homosexuel, ou du peintre Charles Caryl Coleman. Entre 1912–1914, il travaille pour The English Review. Il y rencontre D. H. Lawrence. Leur relation donne lieu à un procès, comme l'un des personnages du livre de Lawrence de 1922, La Verge d'Aaron, est clairement inspiré de Douglas. À la fin 1916, il échappe à la prison à Londres, accusé d'actes de séduction (indecent assault en anglais) envers deux garçons cousins de dix et douze ans. Après cela, il s'exile. Il s'est excusé en se présentant comme : « Norman Douglas de Capri et de Naples et de Florence, anciennement d'Angleterre, qu'il a fui pendant la guerre pour échapper à la persécution motivée par le fait d'avoir embrassé un garçon et lui avoir donné des gâteaux et un shilling ». Le garçon, en fait, a déposé plainte.
Dans le livre Twentieth Century Authors, Douglas déclare ne pas aimer le marxisme, le puritanisme et toute sorte de courants, y compris le christianisme institutionnel.
Pendant ses années à Florence, il fut associé à l'éditeur et libraire Pino Orioli, qui publia en Italie, dans sa collection Lungarno, un certain nombre des livres de son ami, ainsi que d'autres livres d'auteurs de langue anglaise, comme la première édition de L'Amant de lady Chatterley. Certains de ces livres auraient été poursuivis en justice en raison de leur supposée obscénité, s'ils avaient été publiés à Londres. Douglas probablement a été l'un des principaux auteurs de l'autobiographie d'Orioli, Aventures d'un libraire.
Douglas doit quitter l'Italie en raison de nouveaux scandales en 1937 (il viole une jeune fille de dix ans). Il s'installe alors dans le midi de la France. Quand la France est vaincue par l'armée allemande du IIIe Reich, en juin 1940, Douglas part à nouveau et s'installe à Londres, où il vécut entre 1942 et 1946. Pendant ces années, il publie la première édition de son Almanac à Lisbonne, avec un tout petit tirage. Il retourne à Capri en 1946 et y fut élu « citoyen de l'île ». Son cercle de relations comptait entre autres Graham Greene, Kaikhosru Shapurji Sorabji, le compositeur, et Elizabeth David, la critique gastronome.
Il est mort à Capri, apparemment d'une overdose, après une longue maladie (Voir Impossible Woman. Memoirs of Dottorese Moore, publié par Graham Greene). Ses derniers mots ont été « Get those fucking nuns away from me » (Écartez-moi ces foutues bonnes sœurs). On peut lire sur sa tombe l'inscription en latin d'un poème d'Horace : Omnes eodem cogimur (Nous sommes tous conduits à la même fin).

## Œuvres
- Siren Land, Penguin books, 1948 (BNF 32041578) ; Le Pays des sirènes. Capri, Sorrente, baie de Naples, trad. de l'anglais par Bernard Turle  (ISBN 2-87653-074-0) (BNF 35017533).
- Birds and beasts of the Greek Anthology, Londres, Chapman and Hall, 1928 (BNF 32985723).
- Summer islands, and Ponza, Londres, D. Harmsworth, 1931 (BNF 32985728).
- Alone, Londres, Chapman and Hall, 1921 (BNF 32985722).
- One day, Chapelle-Réanville, Eure : Hours press, 1929 (BNF 32985726).
- How about  ? Some footnotes on East and West, : Typografia classica, 1929 (BNF 32985725).
- Norman Douglas. Late harvest, Londres, L. Drummond, 1947 (BNF 32041573).
- Venus in the kitchen, or Love's cookery book, de Pilaff Bey. Publié par Norman Douglas, introduction de Graham Greene, dessins de Bruce Roberts, Londres, W. Heinemann, 1952, FRBNF32041583; La Table de Vénus ou le Livre de cuisine de l'amour, traduction pour le français de Dominique Fabre, introduction de Graham Greene, paris, Denoël, 1954 (BNF 32041584).
- Footnote on Capri, photographies d'Islay , Londres, Sidgwick and Jackson, 1952 (BNF 32985724).
- London Street Games, Londres, Chatto and Windus, 1931 (BNF 32041574).
- South Wind, préface de Jan Morris  (ISBN 978-0-9559156-5-9) (BNF 41435898) ; Vent du Sud, trad. de l'anglais par Jacques Georgel, Paris : le Promeneur, 1993  (ISBN 2-07-072818-8) (BNF 35575944).
- Old Calabria, introduction de John Davenport, Londres, Secker and Warburg, 1955 (BNF 32041577).
- Fountains in the sand. Rambles among the oases of , Londres, M. Secker, 1912 (BNF 32041571).
- Three of them, Londres, Chatto and Windus, 1930. Recueil de trois œuvres de l'auteur : One day, 1922, Nerinda, 1901 ; On the herpetology of the Grand Duchy of Baden 1891 (BNF 32041581).
- Together, R. M. McBride, 1931 (BNF 32041582).
- Experiments, Londres, Chapman and Hall, 1926 (BNF 32041570).
- They went, Londres, Chapman and Hall, 1920 (BNF 32041580).
- Fountains in the sand, Londres, Secker & Warburg, 1985  (ISBN 0-436-13205-2) (BNF 41164460).
- Looking back, an autobiographical excursion, Londres, Chatto and Windus, 1934 (BNF 32041575).
- Edgar Allan Poe, from an english point of view, suivi de Poe as a critic de Sherwin Cody, s. l. n. d. (BNF 38698528).
- Some limericks, collected for the use of students, and ensplendourd'd with introduction, geographical index, and with notes, : Nicholson and Whitney, 1942 (BNF 32985727).
- D. H. Lawrence and Maurice Magnus, a plea for better manners, (S. l.,) l'auteur, 1924 (BNF 32041569).